# Långholmens spinnhus

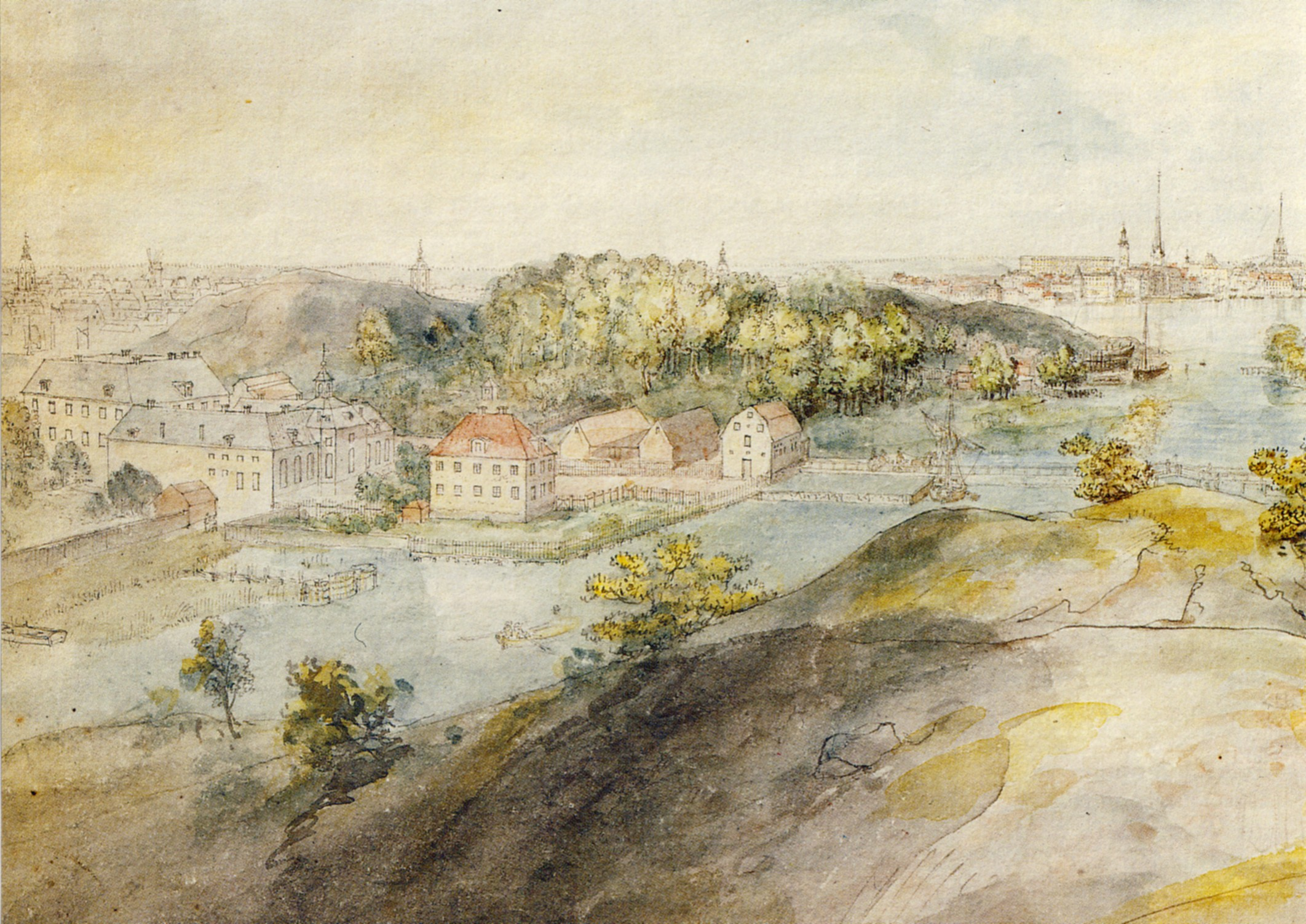
Långholmens spinnhus på en illustration av Elias Martin, 1787.

Långholmens rasp- och spinnhus, i dagligt tal kallat Långholmens spinnhus, var ett kvinnofängelse beläget på Långholmen som var aktivt fram till och med år 1825. Början till fängelset kom att utgöras av den år 1649 uppförda malmgården Alstavik på Långholmen.
Denna byggnad kom staten att förvärva år 1724 för att använda som ett rasp- och spinnhus. Malmgården byggdes senare ut i flera omgångar för att rymma fler intagna. År 1825 kom spinnhuset att flyttas till Centralfängelset på Norrmalm. Därefter började Långholmens centralfängelse sin verksamhet.

## Bakgrunden
Långholmsfängelsets förebild var de rasp- och spinnhus som inrättades i Holland. Syftet var att få bort alla tiggare och lösdrivare från gatorna och samtidigt ge dem en sysselsättning. På dessa arbetsinrättningar fick kvinnorna spinna och sy medan männen fick raspa fram färgämne ur bresiljeträ som användes för garninfärgning.

## Början till Långholmens rasp- och spinnhus

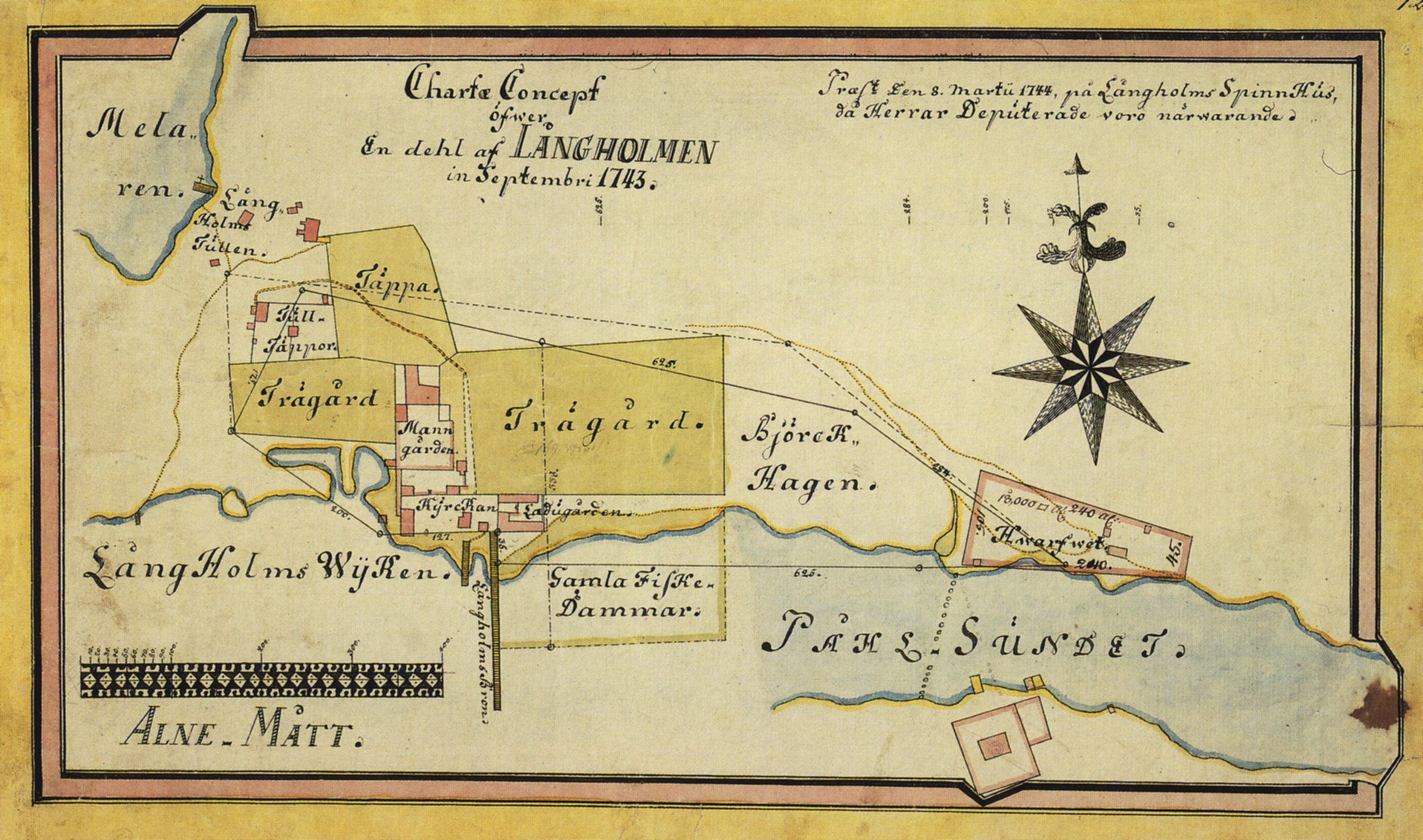
Spinnhuset på en karta från 1743

År 1698 utfärdade kungen en stadga om inrättandet av ett rasp- och spinnhus i Stockholm. Produkterna från spinnhusen skulle säljas till bland annat yllefabriker och försvaret. Till en början planerade man ett nybygge vid Rörstrand men knappa ekonomiska resurser gjorde att man så småningom accepterade ett erbjudande att förvärva Johan Spaldings egendom Alstavik på Långholmen. 

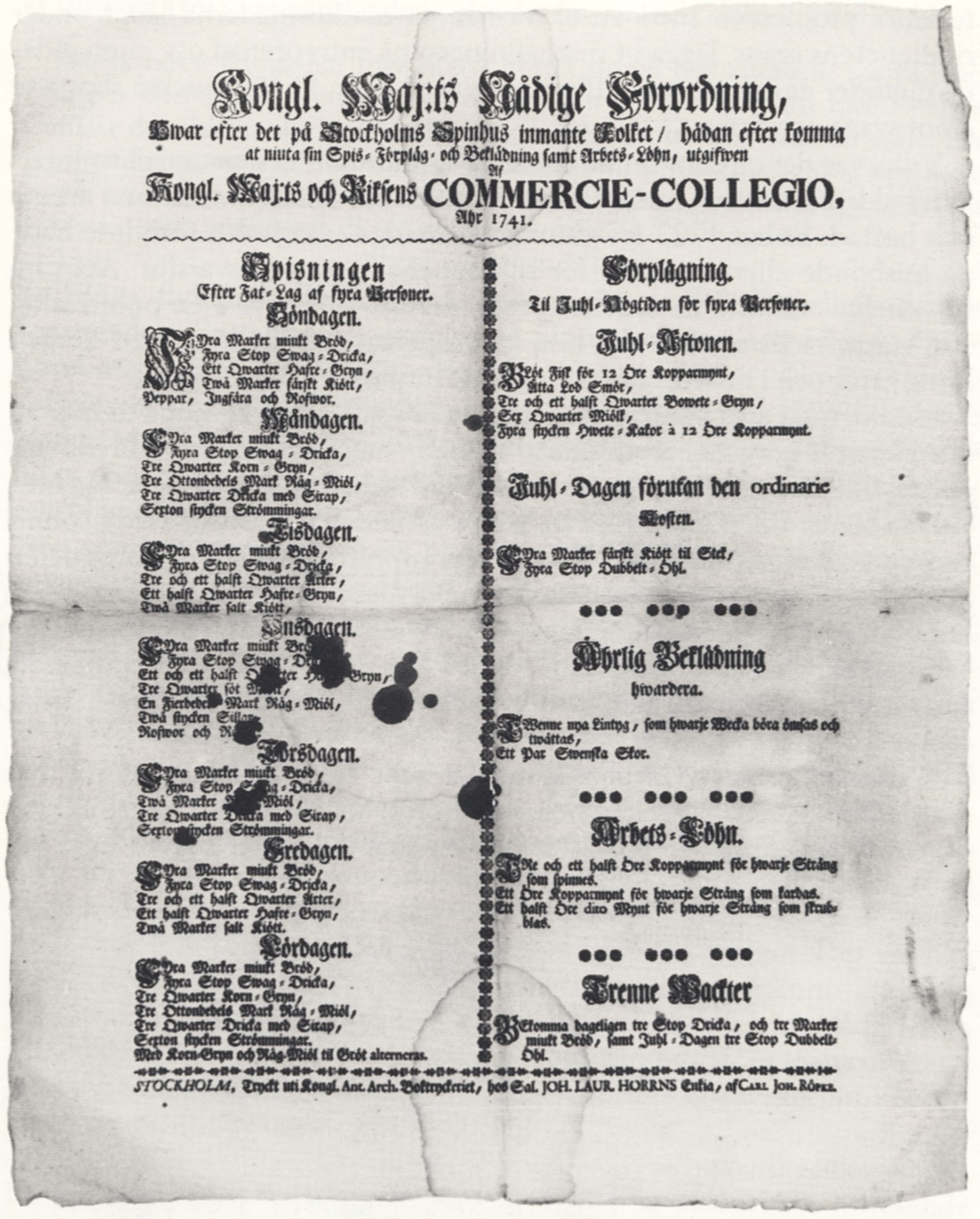
Mat-, beklädnads- och lönereglar för Stockholms spinnhus 1741

Egendomen köptes år 1724  av Kommerskollegium för 37 000 daler kopparmynt. I september samma år togs de första kvinnorna emot; det var då 110 vuxna och 10 barn. Det officiella namnet på inrättningen var rasp- och spinnhuset, men något rasphus blev det inte.
De kvinnor som togs in till spinnhuset var så kallade lösdrivare, utan ordnat arbete eller bostad. Den som inte hade någon husbonde eller egendom var ”försvarslös” och att vara ”försvarslös” var ett brott enligt 1723 års tjänstehjonsstadga. Särskilt ”lösa kvinnspersoner vilka löpa med korgen kring gator och torg” ansågs skyldiga och skulle förpassas till spinnhuset.
Endast en minoritet placerades på Långholmens spinnhus för faktisk prostitution.  Enligt en förteckning över arrestanter från 23 mars 1780 på 136 kvinnor och 28 män, var 56 dömda för snatteri, 25 för barnamord, 21 kvinnor hade rymt från fabriker, 19 satt inspärrade för vanart och tiggeri, 11 för uppstudsighet och lättja: endast 10 satt på spinnhuset som straff för "liderlighet och horeri".
På 1730-talet var arbetsdagarna långa på Långholmens spinnhus. Både på vintern och på sommaren väcktes hjonen klockan fyra på morgonen och skulle börja arbeta vid fem. Arbetsdagarna pågick ända fram till klockan sju, åtta eller till och med nio på kvällen. Alla arbetare blev uppdelade i olika grupper beroende på ålder och styrka. De gamla och sjuka, som inte kunde stå och spinna klädesull på de stora rockarna, fick spinna lin. Bland de välkända fångarna under denna tid fanns de s.k. Gråkoltarna, som 1733 fängslades av religiösa skäl. 
Det var på den tiden vanligt att släppa in allmänheten för att se på de bestraffade som en form av förlängd schavottering, och det förekom även här. Allmänheten fick delta i gudstjänsterna i spinnhusets kyrksal om söndagarna och det var populärt. Bland besökarna fanns Märta Helena Reenstierna, och den brittiske filantropen John Howard 1781 (som ska ha stärkts i övertygelsen att arbetsinrättningar inte borde anförtros människor med vinstintressen).
Det förekom ett uppmärksammat fall av prygel år 1781, när en av vakterna pryglade ihjäl en spinnhusfånge.  Rymningar förekom: den 31 december 1784 rymde flera fångar under ledning av Maria Olofsdotter Askling med hjälp av förfalskade orlovssedlar, och 1792 rymde sju fångar samma natt genom att bryta sig genom fönstergallren.
Man brukade påpeka att den som suttit inne på spinnhuset hade lärt sig att skrubbla, karda och spinna så de kunde då försörja sig, det vill säga så länge de inte fortsatte att ”leva oanständigt”, till exempel prostituerade sig. Detta var ett sätt att lyfta fram en positiv anledning till att kvinnliga lösdrivare och tiggare sattes på spinnhuset.  Om man undersöker arkiven så visar det sig dock att det inte var ovanligt att folk återvände till prostitutionen eftersom många av de interna satt inne för tredje eller fjärde gången.

## Långholmens spinnhus byggs ut
År 1746 började man med den stora utbyggnaden av spinnhuset, som gav byggnadskomplexet dess nuvarande form. Alstavik byggdes till på alla sidor och den forna så vackra malmgården blev en undanskymd byggnadsdel i den stora anläggningen. En av fångarna under denna tid var Hanna Hansdotter, den sista person i Sverige som dömdes för häxeri, som fick sitt straff omvandlat till livstids straffarbete och som kom hit i september 1756. Under 1700-talets andra hälft tillkom sjukhus, kyrka, Riddarhuset, Fyrkanten och Underofficershuset.  Utbyggnaden av Alstavik gjorde att man efter 1772 kunde ta emot 250 kvinnor. En av dem var Magdalena Rudenschöld, hon satt på Långholmens spinnhus mellan 1794 och 1796 och betraktas som den första politiska fången på anstalten, och en annan var Sara Stina Schultz.

## Ny organisation och första cellfängelset

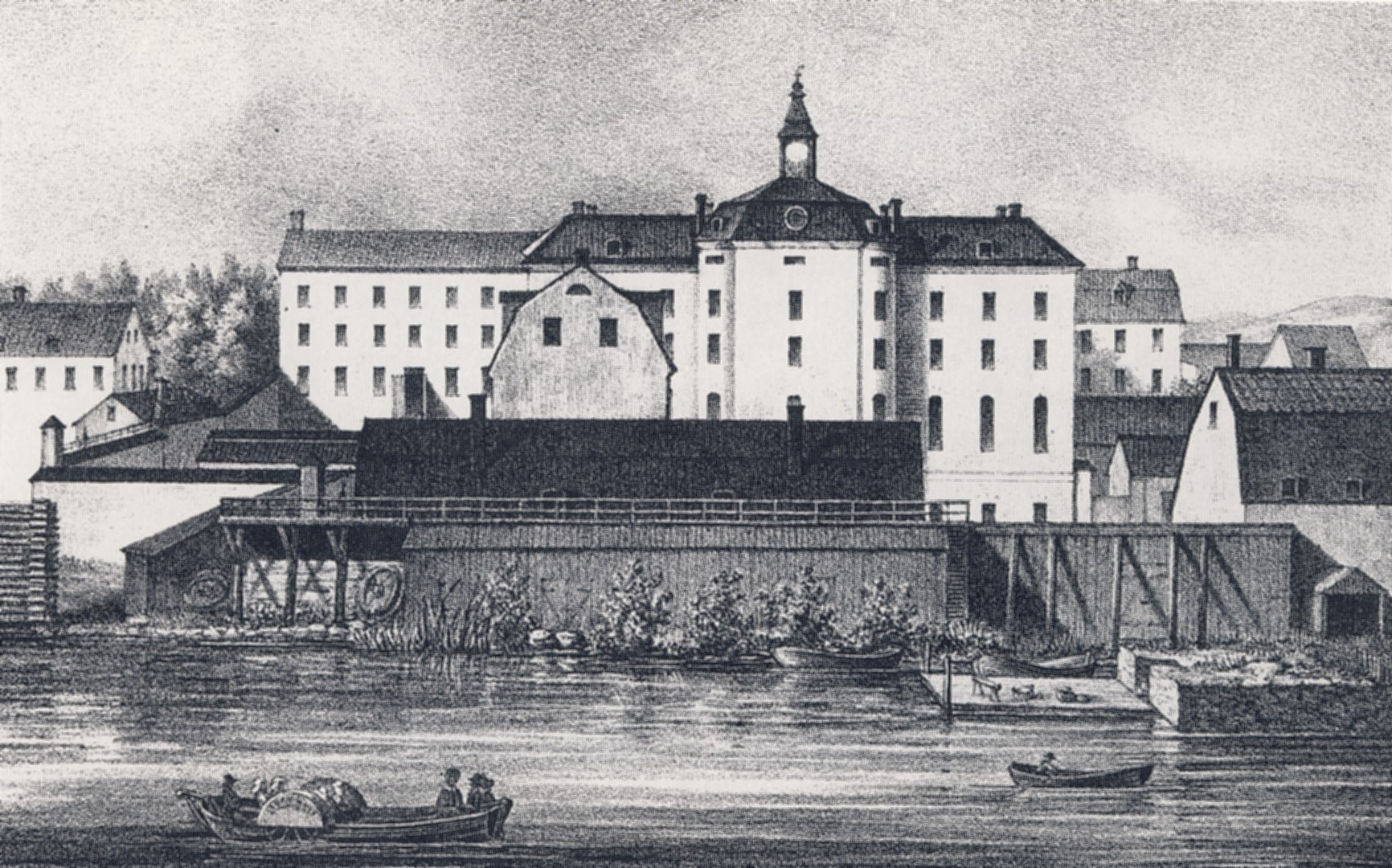
Långholmens rasp- och spinnhus 1850-tal

År 1808 blev fattigvårdstyrelsen spinnhusets nya huvudman, dvs. ansvariga för skötseln av spinnhusets drift. Nya ut- och påbyggnader utfördes, det behövdes eftersom 1807 var 290 personer intagna på fängelset och 1818 var man uppe i 500 personer. I och med ombyggnaden fick fängelset sina första 127 celler som anordnades i västra flygeln. Tidigare hade fångarna bott i logement med 12–16 sängplatser i varje.  Det var svårt att förse de nya intagna med tillräckliga mängder arbeten och man började därför bryta mot den gamla ordningen att endast spånad skulle få bedrivas. Man började med skomakeri, strumpvävning, smide och korkskärning för att alla skulle ha arbeten att utföra. Ekonomin var dock fortfarande beroende av de gamla spinnhusmedlen. 
År 1825 ställdes spinnhuset under statligt huvudmannaskap, sedan Styrelsen över fängelser och arbetsinrättningar i riket bildats.  Spinnhuset ändrades till ”arbets- och korrektionsinrättning”. De kvinnliga fångarna flyttades bort och ersattes av manliga. Samma år förlades spinnhusets verksamhet till Nya smedjegården på  Norrmalm med ny ledning som bestod av styrelsen för rikets fängelser och arbetsinrättningar. På Långholmen började en ny fängelseverksamhet med Långholmens centralfängelse.

## Sveriges brottsstatistik 1724–1825

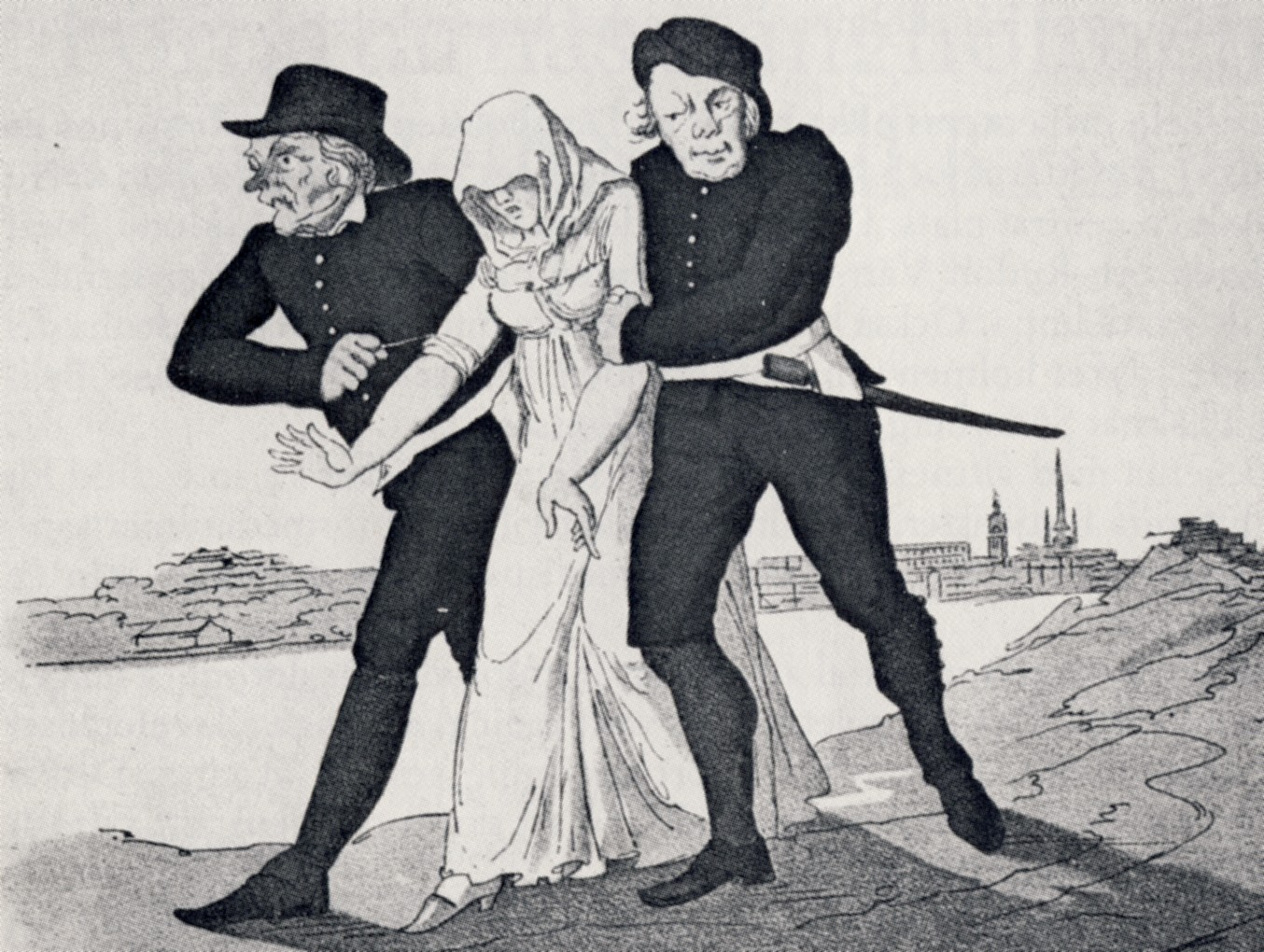
Spinnhusflicka och paltar.
Illustration av P. Nordquist ca 1800

Under tidsperioden som Långholmens spinnhus var i drift gällde 1734 års lagar. De vanligaste brotten under just den tidsperioden i Sverige var:
- Dråp, 4 %
- Misshandel, 24 %
- Barnakvävning, 3 %
- Hor, 24 %
- Okvädande, 7 %
- Tjuvnad, 15 %
- Rymning, 15 %
- Försummad vakt, 2 %
- Övriga, 5 %
- Ovissa, 1 %

Ett exempel från kyrkoböckerna är Anna Britta Törnberg. Hon föddes år 1800 i Hedvig Eleonora församling i Stockholm. Anna Britta plockades upp som kringstrykande i Uppsala län år 1813. Hon var alltså 13 år gammal när hon placerades på spinnhuset. Där blev hon kvar tills man hittade en tjänst åt henne, vilket inträffade två år senare. Under sin tid i spinnhuset gick hon även i dess skola.
Ett annat exempel är Anna Maja Holmström som föddes år 1782. År 1813 (31 år gammal) blev hon intagen på livstid, för barnamord. Hon dog på spinnhuset den 7 juli 1818 (36 år gammal)

## Spinnhuset idag

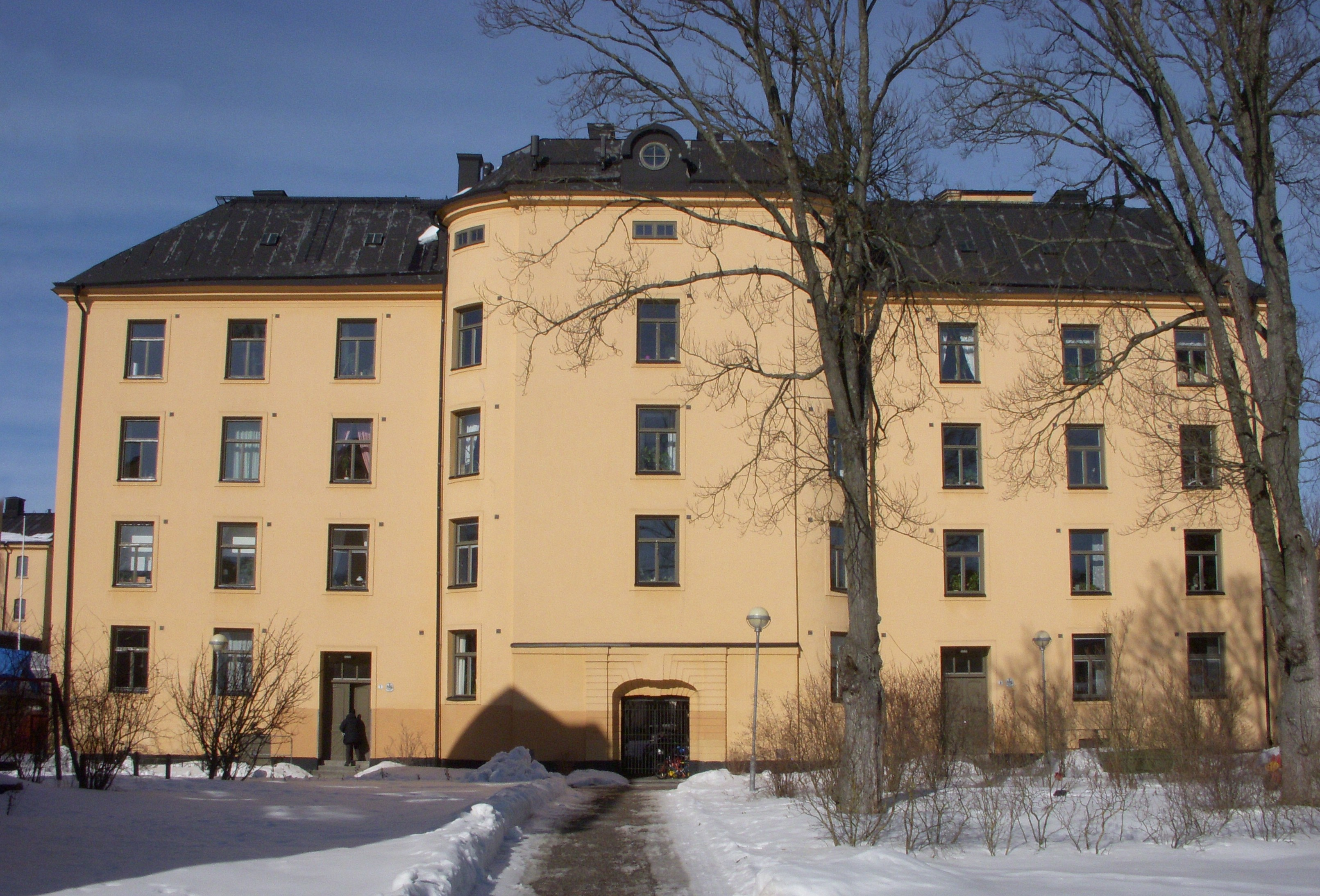
Spinnhusets fasad mot syd i mars 2010

Spinnhuset var fram till 1970-talet en del av Långholmens centralfängelse. Stockholms stad och staten kom överens att avveckla fängelseverksamheten på Långholmen senast 1955, men det skulle dröja ända fram till 1972 innan utflyttningen började. År 1975 upphörde verksamheten helt och resten av Centralfängelset tömdes. 
Det fanns många som ville ”radera ut detta svarta minne av förtryck och nöd”, men Riksantikvarieämbetet och Stockholms stadsmuseum ville rädda byggnaderna i sin helhet. Efter en kompromiss revs på våren 1982 Centralfängelset, Rättspsykiatriska kliniken samt en del av arbetslokalerna. Övriga byggnader, bland dem det forna spinnhuset, byggdes om till bland annat värdshus, vandrarhem, lågprishotell och folkhögskola. Spinnhusets byggnad upprustades och innehåller idag (2010) lokaler för ett trettiotal konstnärer. Byggnaden ägs och förvaltas av det kommunägda bolaget AB Stadsholmen.

## I populärkulturen
Niklas Natt och Dags romaner 1793 och 1794 utspelar sig delvis på Långholmens spinnhus.
Per Anders Fogelströms roman Vävarnas barn utspelar sig delvis på Långholmens spinnhus.